# Caso McDonald's Restaurants contra Morris y Steel
El Caso McDonald's Restaurants contra Morris y Steel (McDonald's Restaurants v Morris & Steel), coloquialmente conocido como el Caso McDifamación (McLibel case), fue una acción judicial de larga duración por difamación presentado por McDonalds Corporation contra los activistas ecologistas Helen Steel y David Morris (a veces apodados "Los Dos de la McDifamación") por un panfleto que atacaba a la compañía. El caso original, considerado por algunos expertos legales un pleito estratégico contra la participación pública, duró siete años, haciéndolo la acción en la corte más larga en la historia británica.
Si bien McDonalds ganó dos audiencias del caso en la corte británica, la naturaleza parcial de la victoria, la naturaleza "David contra Goliath" del caso y el prolongado litigio causó vergüenza en la empresa. McDonalds anunció que no tenía intención de recoger las 40.000 libras esterlinas que le concedieron las cortes. Desde entonces, el Tribunal Europeo de Derechos Humanos se pronunció respecto a que el juicio violó los Artículos 6 (derecho a un juicio justo) y el Artículo 10 (derecho a la libertad de expresión) de la Convención Europea de Derechos Humanos y dictó una sentencia de 57.000 libras esterlinas contra el gobierno de Reino Unido (el propio McDonalds no fue el acusado en esta apelación). El 15 de febrero de 2005, los 20 años de batalla de la pareja con McDonald's llegaron a su fin con la presente sentencia.
El documental McLibel cuenta el caso desde la perspectiva de los acusados.

## Historia

### Publicación
Comenzando en 1986, London Greenpeace, un pequeño grupo de campañas ecológicas (que no ha de confundirse con la organización Greenpeace, a la que declinaron unirse cuando vieron que para sus gustos estaba demasiado "centralizada y seguía demasiado la corriente principal",) distribuyó un panfleto titulado: ¿Qué está mal en McDonald's?: Todo lo que ellos no quieren que sepas.
La publicación hizo un número de alegaciones contra McDonald's. Las principales denuncias fueron que McDonald's:
- es cómplice del hambre en el Tercer Mundo;
- compra a codiciosos gobernantes y élites económicas y practica el imperialismo económico;
- tira grandes cantidades de grano y de agua;
- destruye los bosques tropicales con los venenos y las invasiones coloniales;
- vende comida basura insalubre y adictiva;
- altera su alimentación artificial con productos químicos;
- explota a niños en su publicidad;
- es responsable de la tortura y asesinato (de animales);
- envenena a los clientes con carne contaminada;
- explota a sus trabajadores y prohíbe los sindicatos;
- esconde su malversación.[8]

Más tarde se observó que el alcance de la campaña ha sido ínfima en comparación con el nivel de controversia que se produjo.

### Apelaciones y nuevos casos
En septiembre de 1998, la pareja demandó a Scotland Yard por la divulgación de información confidencial a los investigadores contratados por McDonalds y recibió 10 000 libras esterlinas y una disculpa por la supuesta divulgación.
Una apelación se inició el 12 de junio de 1999 y duró 23 días en la corte, acabando el 26 de febrero. La audiencia del caso fue en la Corte 1 del Tribunal de Apelación de los Reales Tribunales de Justicia. El caso fue juzgado por los jueces Pill, May y Keane.